# Finn kopó
A finn kopó (suomenajokoira) egy finn kutyafajta.

## Történet
Kialakulása az 1700-as évekre tehető. Ereiben sokféle vér csörgedezik, mivel ősei között angol, svájci, német és skandináv fajták egyaránt szerepelnek. 

## Külleme
Marmagassága 56-62 centiméter, tömege 25 kilogramm. Viszonylag nagy termetű eb. Testének hosszúsága meghaladja a magasságát. Feje keskeny, orrtükre feltűnő. Nagy, lecsüngő füleivel kellemes benyomást kelt. Fürge és nagyon energikus vadász. 

## Jelleme
Természete barátságos és mozgékony. Nyáron kiváló vadász, de télen inkább behúzódik a meleg szobába. 